# 成人禮 (專輯)
《成人禮》是新加坡女子團體BY2的第三張專輯，也是第三張演唱專輯，於2010年4月9日推出。

## 曲目
| 曲序 | 曲名         | 作詞                    | 作曲                                            | 備註                                              |
| 01   | 帶我離開     | Dr. Moon                | Dr. Moon                                        | 中天娛樂台《暗香》片尾曲                          |
| 02   | 大人的世界   | 林秋離 林怡風           | Ove Andre Brenna                                |                                                   |
| 03   | 愛上你       | 林天愛 Mr. Mars         | 林天愛                                          |                                                   |
| 04   | 傷心農場     | Dr. Moon                | 李志源                                          |                                                   |
| 05   | 湊熱鬧       | 林白                    | 林俊杰                                          | Rap：林俊杰                                       |
| 06   | 任由愛       | 林怡風                  | 李志源                                          |                                                   |
| 07   | 大冒險       | 徐世珍 司魚             | 楊陽                                            |                                                   |
| 08   | 愛的雙重魔力 | 林怡鳳 毛凌琦           | 林宇中                                          | 翻唱自金莎的《不可思議》 「蒙牛隨便冰淇淋」代言曲 |
| 09   | 好奇傻死貓   | 林白                    | Engelina Andrina Nicolai Seebach Rasmus Seebach |                                                   |
| 10   | 這叫愛       | 懿霁 Mr. Mars Miko Yumi | Miko Yumi                                       |                                                   |

## 版本
- 2010年3月26日 成人禮【預購版】CD+紀念徽章兩枚（隨機一款，共三款）
- 2010年4月9日 成人禮【平裝版】CD
- 2010年5月14日 成人禮【冠軍慶功版】CD+DVD（五支MV+四支MV花絮）+32頁全彩寫真

## 音樂錄影帶
1. Every time I look into your eyes (這叫愛英文版)收錄於專輯《成人禮【冠軍慶功版】》
2. 這叫愛 (Every time I look into your eyes 中文版)（導演：陳映之）收錄於專輯《成人禮【冠軍慶功版】》
3. 大人的世界（導演：葉少琥）收錄於專輯《成人禮【冠軍慶功版】》
4. 愛上你（導演：黃中平）收錄於專輯《成人禮【冠軍慶功版】》
5. 帶我離開（導演：Jude）收錄於專輯《成人禮【冠軍慶功版】》
6. 傷心農場 收錄於專輯《成人禮【冠軍慶功版】》
7. 湊熱鬧

## 專輯總覽
| 第一張專輯 16未成年 | 第二張專輯 Twins | 第三張專輯 成人禮 | 第四張專輯 90'鬧Now | 第五個作品 2020愛你愛妳 寫真 + EP | 第五張專輯 MY.遊樂園 | 第六張專輯 Cat and Mouse |